# Италианска Северна Африка
Колонията Италианска Северна Африка (на италиански: Africa Settentrionale Italiana) е съвкупност от територии и колонии, контролирани от Кралство Италия в Северна Африка от 1911 г. до Втората световна война.

## История
Колонията е съществува в две фази: от 1911 до 1934 като Триполитания и Киренайка и от 1934 като Италианска Северна Африка, но често наричана и Либия.
Италианският диктатор Бенито Мусолини през 1939 г., нарича бреговете на Либия „Четвърти бряг“ (Quarta Sponda) на т.нар. „Велика (Имперска) Италия“. Велика Италия включвала територии освен тези, за които претендирали иредентистите (Корсика, Ница, Далмация, Малта) и други средиземноморски територии, населени с италианци, включително и Северна Либия.
През 1940 – 1943 г., по време на Втората световна война, Италия прави опит да завладее Египет и Тунис. Първоначалните военни успехи на Оста в Северна Африка позволява на Италия да окупира голяма част от Западен Египет в периода 1941 – 1942 и Тунис през 1942 – 1943. Всички владения на Италия преминават под контрола на англо-американските войски през 1943 г. и на практика Италианска Северна Африка престава да съществува.

## Колонии и територии в състава на Италианска Северна Африка

### 1912 – 1927
От 1912 до 1927 г., Италианска Северна Африка се състои от самостоятелните Италианска Триполитания и Италианска Киренайка. През 1934 г. те са обединени в една колония – Италианска Либия. През 1939 крайбрежната северна част е „вкарана“ в т.нар. „Велика Италия“, а южната (Сахара) остава колониална територия под военен контрол. От 1942 – 1943 и Тунис е добавен към т.нар. „Велика Италия“.

### 1927 – 1934
- Италианска Кренайка
- Италианска Триполитания

### 1934 – 1941
- Италианска Либия

### 1941 – 1943
- Италианска Либия
- Немско-италианска окупация на Западен Египет
- Немско-италианска окупация на Тунис